# Liste der Kulturdenkmale in Ollendorf
In der Liste der Kulturdenkmale in Ollendorf sind alle Kulturdenkmale der thüringischen Gemeinde Ollendorf (Landkreis Sömmerda) und ihrer Ortsteile aufgelistet (Stand: 2006).

## Legende
- Bild: zeigt ein Bild des Kulturdenkmals und gegebenenfalls einen Link zu weiteren Fotos des Kulturdenkmals im Medienarchiv Wikimedia Commons
- Bezeichnung: Name, Bezeichnung oder die Art des Kulturdenkmals
- Lage: Wenn vorhanden Straßenname und Hausnummer des Kulturdenkmals; Grundsortierung der Liste erfolgt nach dieser Adresse. Der Link Karte führt zu verschiedenen Kartendarstellungen und nennt die Koordinaten des Kulturdenkmals.
 Kartenansicht, um Koordinaten zu setzen – in dieser Kartenansicht sind Kulturdenkmale ohne Koordinaten mit einem roten bzw. orangen Marker dargestellt und können in der Karte gesetzt werden. Kulturdenkmale ohne Bild sind mit einem blauen bzw. roten Marker gekennzeichnet, Kulturdenkmale mit Bild mit einem grünen bzw. orangen Marker.
- Datierung: gibt das Jahr der Fertigstellung beziehungsweise das Datum der Erstnennung oder den Zeitraum der Errichtung an
- Beschreibung: bauliche und geschichtliche Einzelheiten des Kulturdenkmals, vorzugsweise die Denkmaleigenschaften
- ID: Die ID identifiziert das Kulturdenkmal eindeutig. In Thüringen sind aktuell keine IDs veröffentlicht. In der ID-Spalte kann sich auch folgendes Icon  befinden, dies führt zu Angaben zu diesem Kulturdenkmal bei Wikidata.

## Ollendorf

### Denkmalensemble
| Bild            | Bezeichnung                                                             | Lage                                                                      | Datierung | Beschreibung | ID |
| --------------- | ----------------------------------------------------------------------- | ------------------------------------------------------------------------- | --------- | ------------ | -- |
| Fotos hochladen | Gebäude und der von ihnen eingeschlossene Platz (mit Kalksteinpflaster) | Angergasse 106 (Hofanlage) und Großmölsener Straße 108 (Gasthaus) (Karte) |           |              |    |

### Einzeldenkmale
| Bild                           | Bezeichnung | Lage                                                           | Datierung | Beschreibung | ID |
| ------------------------------ | --- | -------------------------------------------------------------- | --------- | ------------ | -- |
| weitere Bilder Fotos hochladen | Kirche St. Philippus und Jakobus in Ortsmitte mit Ausstattung | Angergasse 118 (Karte)                                         |           |              |    |
| Fotos hochladen                | Der neue Friedhof im Norden der Ortslage mit Grabstätte Flach/Peter (1904) und Reihe von eisernen Grabgittern des 19. und frühen 20. Jh. an der westlichen Friedhofsseite. Einige der alten Grabsteine sind noch an alter Stelle neben der Kirche zu finden. | In den Hofgärten (Karte)                                       |           |              |    |
| Fotos hochladen                | Hofanlage | Angergasse 106 (Karte)                                         |           |              |    |
| Fotos hochladen                | Sitznischenportal | Brauhausgasse 72 (Karte)                                       |           |              |    |
| Fotos hochladen                | Hofanlage | Großmölsener Straße 118 (Karte)                                |           |              |    |
| Fotos hochladen                | Waidmühlstein an der Kirche, in der Nähe des nördlichen Tors zum Kirchhof | Lange Gasse (Karte)                                            |           |              |    |
| Fotos hochladen                | Hofanlage | Lange Gasse 9 (Karte)                                          |           |              |    |
| Fotos hochladen                | Wohnhaus und Tor (1583) | Lange Gasse 75 (Karte)                                         |           |              |    |
| Fotos hochladen                | Hofanlage mit Taubenturm, der Taubenturm befindet sich 2016 im Zustand der Sanierung | Lange Gasse 82 (Karte)                                         |           |              |    |
| weitere Bilder Fotos hochladen | ehemalige Wasserburg, mit Wirtschaftshof | (Falsche Adresse: Großmölsener Str. 18) Lange Gasse 84 (Karte) | 1400      |              |    |
| Fotos hochladen                | ehemaliger Pfarrhof, jetzt Wohnhaus | Lange Gasse 103 (Karte)                                        |           |              |    |

## Quelle
- Landkreis Sömmerda. (Memento vom 1. Februar 2017 im Internet Archive; PDF; 160 kB) landkreis-soemmerda.de, Auszug aus dem Denkmalbuch des Landes Thüringen